# Astragalus rzaevii
Astragalus rzaevii är en ärtväxtart som beskrevs av Aleksandr Alfonsovitj Grossgejm. Astragalus rzaevii ingår i släktet vedlar, och familjen ärtväxter. Inga underarter finns listade i Catalogue of Life.